# 4-o-tolilazo-o-toluidina
4-o-tolilazo-o-toluidina é um composto orgânico, corante azo-composto, indicador de pH.
Como indicador de pH, apresenta intervalo de viragem em pH 1,4 a 2,8, quando vira de laranja para amarelo. É utilizado normalmente na forma de solução aquosa.
É usado principalmente em pesquisa experimental, sendo um carcinógeno que induz hepatomas, tumores e hemangioendoteliomas nos pulmões e câncer de bexiga quando administrado na dieta. Também são conhecidos seus efeitos carcinogênicos em caso de administração subcutânea e conjuntamente com o tetracloreto de carbono.